# John McEnery (gouverneur)
Pour les articles homonymes, voir McEnery.
John McEnery, né le 31 mars 1833 et mort le 28 mars 1891, gouverneur de la Louisiane du 13 janvier 1873 au 22 mai 1873, Démocrate. John McEnery et son adversaire William P. Kellogg revendiquèrent la victoire en 1872 et les deux hommes furent assermentés. Ce n'est que le 20 septembre 1873 que le président Ulysses S. Grant déclara Kellogg comme gouverneur légal.